# فرحان إقبال
فرحان إقبال (23 ديسمبر 1981 في باكستان - ) هو لاعب كريكت باكستاني.

## وصلات خارجية
- فرحان إقبال على موقع إي آس بي آن كريك إنفو (الإنجليزية)